# Ischnotoma (Ischnotoma) schineriana
Ischnotoma (Ischnotoma) schineriana is een tweevleugelige uit de familie langpootmuggen (Tipulidae). De soort komt voor in het Neotropisch gebied.